# Бешичко езеро (дем)
 Тази статия е за административната единица.  За езерото, на което е кръстена, вижте Бешичко езеро.  
Бешичко езеро  (на гръцки: Δήμος Βόλβης, Димос Волвис) е дем в област Централна Македония на Република Гърция. Център на дема е село Ставрос.

## Селища
Дем Бешичко езеро е създаден на 1 януари 2011 година след обединение на шест стари административни единици – демите Агиос Георгиос, Мадитос, Аретуса, Аполония, Рендина, Егнатия (Клисали) по закона Каликратис.

### Демова единица Агиос Георгиос
Според преброяването от 2001 година дем Агиос Георгиос (Δήμος Αγίου Γεωργίου) с център в Аспровалта има 5466 жители и в него влизат само две демови секции и селища:
- Демова секция Аспровалта

- град Аспровалта (Ασπροβάλτα)

- Демова секция Неа Врасна

- село Неа Врасна (Νέα Βρασνά)

### Демова единица Аполония
Според преброяването от 2001 година дем Аполония (Δήμος Απολλωνίας) с център в Неа Аполония има 4137 жители и в него влизат следните демови секции и селища:
- Демова секция Неа Аполония

- село Неа Аполония (Νέα Απολλωνία, старо Егри Буджак)
- село Лутра Волвис (Λουτρά Βόλβης, старо Бешички бани)
- село Месопотамо (Μεσοπόταμο, старо Арджили)

- Демова секция Мелисургос

- село Мелисургос (Μελισσουργός, старо Лезик)

- Демова секция Никомидино

- село Никомидино (Νικομηδινό, старо Воренос)

- Демова секция Перистерона

- село Перистерона (Περιστερώνα, старо Угурли, Урек)
- село Платия (Πλατεία, старо Аланли)
- село Спитакия (Σπιτάκια)

- Демова секция Стивос

- село Стивос (Στίβος, старо Гюлменич, Гуменич)

На територията на демовата единица е и историческото село Партенио (Παρθένιο, старо Кизили).

### Демова единица Аретуса
Според преброяването от 2001 година дем Аретуса (Δήμος Αρεθούσας) с център в Аретуса има 3522 жители и в него влизат следните демови секции и селища:
- Демова секция Аретуса

- село Аретуса (Αρέθουσα, старо Маслар)
- село Левкуда (Λευκούδα, Кавак, Каваки)

- Демова секция Мавруда

- село Мавруда (Μαυρούδα, старо Маврово)

- Демова секция Скепасто

- село Скепасто (Σκεπαστό, старо Сулово)
- село Лимни (Λίμνη, старо Ланджа)

- Демова секция Стефанина

- село Стефанина (Στεφανινά)
- село Като Стефанина (Κάτω Στεφανινά)

- Демова секция Филаделфи

- село Филаделфи (Φιλαδέλφι, старо Гювелци, Гювердже)
- село Аниксия (Ανοιξιά, старо Канджа)
- село Ксиропотамос (Ξηροπόταμος, старо Текри Вермишли)

### Демова единица Егнатия
Според преброяването от 2001 година дем Егнатия (Δήμος Εγνατίας) с център в Клисали (Профитис) има 3134 жители и в него влизат следните демови секции и селища:
- Демова секция Клисали

- село Клисали (Προφήτης, Профитис)
- село Микрокоми (Μικροκώμη, старо Гюлджук махала)

- Демова секция Евангелисмос

- село Евангелисмос (Ευαγγελισμός, старо Караджа)

- Демова секция Нимфопетра

- село Нимфопетра (Νυμφόπετρα, старо Чали махала)
- село Вайохори (Βαϊοχώρι, старо Ваисли, Ваис кула)

- Демова секция Схолари

- село Схолари (Σχολάρι, старо Сарай)

### Демова единица Мадитос
Според преброяването от 2001 година дем Мадитос (Δήμος Μαδύτου) с център в Неа Мадитос има 3456 жители и в него влизат следните демови секции и селища:
- Демова секция Неа Мадитос

- село Неа Мадитос (Νέα Μάδυτος, старо Стролонгос)

- Демова секция Аполония

- село Аполония (Απολλωνία, старо Пазаруда)
- село Кокалу (Κοκκαλού, Кокала)

- Демова секция Моди

- село Моди (Μόδι)

### Демова единица Рендина
Според преброяването от 2001 година дем Рендина (Δήμος Ρεντίνας) с център в Ставрос има 6364 жители и в него влизат следните демови секции и селища:
- Демова секция Ставрос

- село Ставрос (Σταυρός)
- село Милиес (Μηλιές)

- Демова секция Ано Ставрос

- село Ано Ставрос (Άνω Σταυρός)

- Демова секция Волви

- село Микри Волви (Μικρή Βόλβη, старо Малък Бешик или Кючук Бешик)
- село Вамвакия (Βαμβακιά)
- село Мегали Волви (Μεγάλη Βόλβη, старо Голям Бешик или Буюк Бешик)
- село Рендина (Ρεντίνα)